# Viola lanceolata
Espèce
Classification APG III (2009)
 Viola lanceolata (aussi appelée violette lancéolée) est une espèce de de plantes à fleurs de la famille des Violaceae. C'est une plante herbacée originaire d'Amérique du Nord (Canada et États-Unis). 